# 邁克爾·西馬諾維茨
邁克爾·西馬諾維茨（英語：Michael Simanowitz；1971年8月10日—2017年9月2日），是美國的民主黨政治人物，前紐約州眾議院來自皇后區的議員。

## 生平
西馬諾維茨曾在法拉盛伊立切斯特住房合作社居住，擔任過出任當地眾議員28年的內蒂·梅爾松之參謀。梅爾松宣布退休後，他在2011年9月13日的補選中當選成為州眾議員。
他在1995年起擔任紐約市警察局輔助警察第107輔助單位指揮官，出任九年後取得輔助副督察職位。
2017年9月2日西馬諾維茨患病逝世。